# Mario Brega
Mario Brega (Rome, 25 maart 1923- Rome, 23 juli 1994) was een Italiaans acteur die beroemd werd door zijn rollen in spaghettiwesterns. Vanwege zijn dikke postuur, grommende stem en mediterrane uiterlijk was hij geknipt voor de rol van Mexicaanse bandiet.
Brega was een goede vriend van Sergio Leone en hij speelde in bijna iedere film van die regisseur.

## Filmografie (selectie)
- A Fistful of Dollars (1964)
- Buffolo Bill, De Held van het Wilde Westen (1965)
- For a Few Dollars More (1965)
- The Good, the Bad and the Ugly (1966)
- Death Rides a Horse (1967)
- Il grande silenzio (1968)
- Cannabis (1970)
- Anche gli angeli mangiano fagioli (1973)
- Once Upon a Time in America (1984)

- Bibsys: 14025482
- Biblioteca Nacional de España: XX1515181
- Bibliothèque nationale de France: cb14158847q (data)
- Gemeinsame Normdatei: 173960022
- International Standard Name Identifier: 0000 0000 5351 0304
- Library of Congress Control Number: no2005010747
- Nationale Bibliotheek van Israël: 987007452977305171
- Istituto Centrale per il Catalogo Unico: TO0V391260
- Virtual International Authority File: 87240854